# Medal „Za zasługi dla Miasta Torunia” na wstędze
Medal „Za zasługi dla Miasta Torunia” na wstędze – odznaczenie za wkład w rozwój miasta, przyznawane przez Radę Miasta Torunia.

## Wyróżnieni
Opracowano na podstawie: 
1995
- Per Jonsson

1998
- Gertruda Przybylska
- Miasto Getynga
- Towarzystwo Miłośników Torunia
- Wojewódzka Biblioteka i Książnica Miejska
- Wyższa Szkoła Oficerska

1999
- Uniwersytet Mikołaja Kopernika

2000
- Teatr Wilama Horzycy
- Towarzystwo Naukowe

2001
- Ulla Borchard
- Zespół Szkół Muzycznych im. K. Szymanowskiego

2005
- Towimor

2008
- I Liceum Ogólnokształcące
- Jerzy Matyjek
- Jerzy Wieczorek
- Klub Inteligencji Katolickiej w Toruniu
- Młodzieżowa Spółdzielnia Mieszkaniowa
- Studencki Klub Pracy Twórczej „Od Nowa”

2009
- Komenda Miejska Państwowej Straży Pożarnej
- Spółdzielnia Mieszkaniowa „Kopernik”

2010
- Federacja Stowarzyszeń Naukowo-Technicznych NOT w Toruniu
- Klub Sportowy „Pomorzanin"
- Specjalistyczny Szpital Miejski im. M. Kopernika
- Tadeusz Rutz

2011
- Muzeum Okręgowe
- Oddział Miejski Polskiego Towarzystwa Turystyczno-Krajoznawczego im. Mariana Sydowa
- prof. Antoni Salmonowicz
- Toruńskie Zakłady Materiałów Opatrunkowych SA

2012
- prof. Marian Arszyński
- prof. Jonas Glemźa
- Zbigniew Nawrocki
- prof. Jan Juliusz Tajchman

2013
- Cecylia Iwaniszewska
- ks. Marek Rumiński
- Antoni Słociński

2014
- Alojzy Lech Kowalski
- ks. prałat Józef Nowakowski

2015
- Aeroklub Pomorski
- dr Kazimierz Bryndal
- Cereal Partners Poland Toruń-Pacific
- Teatr „Baj Pomorski”
- Wydawnictwo Adam Marszałek
- prof. Wojciech Polak
- Jan Wyrowiński

2016
- Niezależne Zrzeszenie Studentów Uniwersytetu Mikołaja Kopernika w Toruniu
- gen. Zbigniew Nowek
- prof. dr. hab. Ryszard Sudziński

2017
- prof. Stanisław Dembiński
- Zespół Szkół Przemysłu Spożywczego i VIII Liceum Ogólnokształcące

2019
- Apator
- st. bryg. Kazimierz Stafiej
- płk. Włodzimierz Rudziński

2020
- Marian Frąckiewicz
- Barbara Królikowska-Ziemkiewicz
- Marek Rubnikowicz
- Krystyna Zaleska